# Peixe neotropical

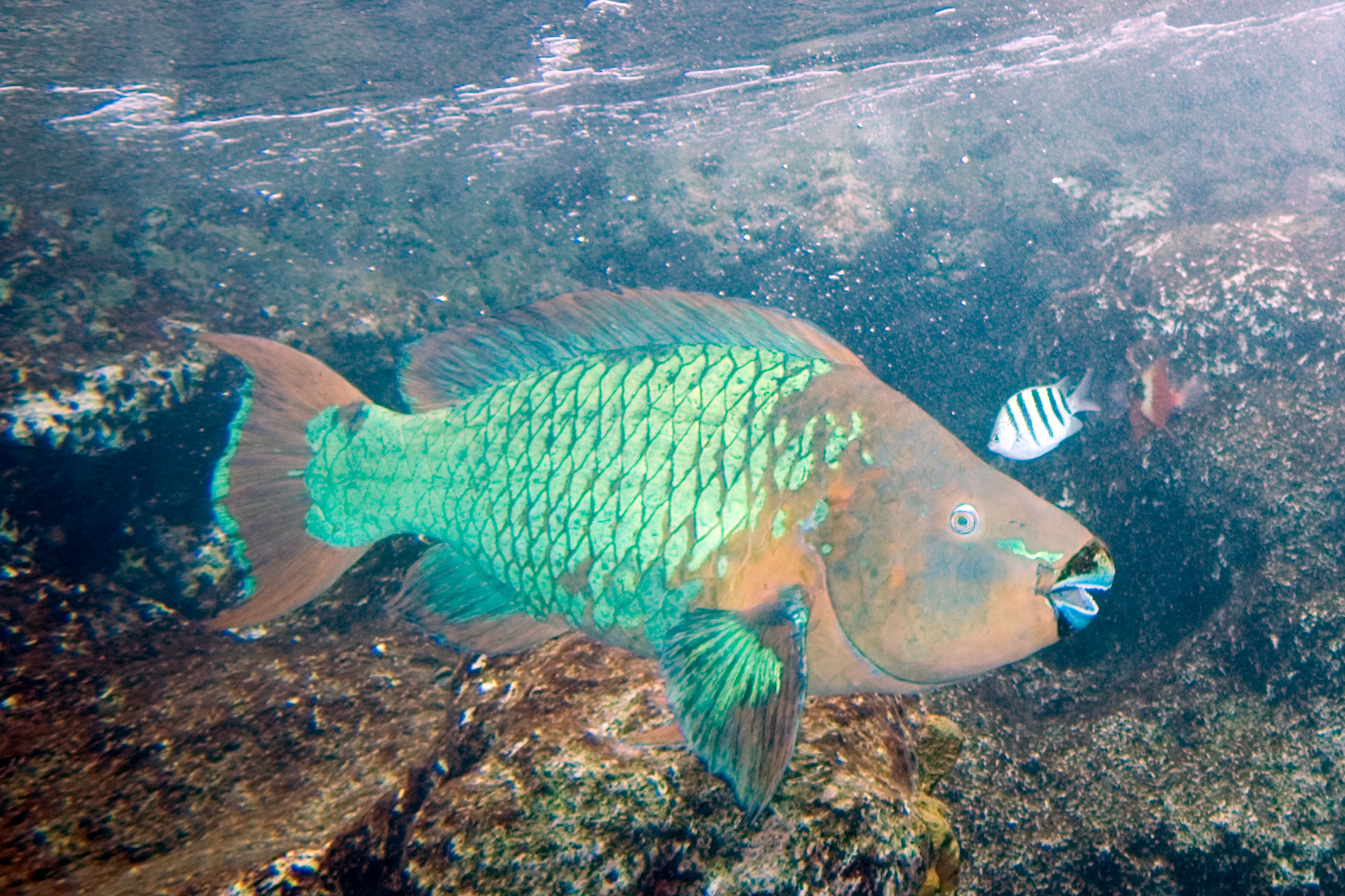
Um peixe-papagaio-arco-íris que vive no reino neotropical

Peixes neotropicais são as espécies de peixes de água doce presentes nas regiões tropicais da América do Sul e Central representam um dos ecossistemas aquáticos mais diversos e extremos da Terra, com mais de 5,6 mil espécies, representando cerca de 10% de todas as espécies vivas de vertebrados. A excepcional diversidade de espécies, adaptações e histórias de vida observadas na ictiofauna neotropical tem sido o foco de numerosos livros e artigos científicos, especialmente os ecossistemas aquáticos maravilhosamente complexos da Bacia Amazônica e bacias hidrográficas adjacentes (por exemplo, Goulding e Smith, 1996; Araújo-Lima e Goulding, 1997; Barthem e Goulding, 1997; Barthem, 2003; Goulding et al., 2003). Muitos dos avanços na ictiologia neotropical foram resumidos em três volumes editados: Malabarba et al. (1998); Reis et al. (2003); Alberto e Reis (2011).